# Hoonhorst
Hoonhorst és una població del municipi de Dalfsen a la província d'Overijssel, al centre-est dels Països Baixos. L'1 de gener del 2021 tenia 720 habitants al nucli i 480 habitants a l'àrea rural.

## Personatges coneguts
- Bas Verkerk (1958), polític i actual alcalde de Delft
- Jan Houtman (1917 - 1944), lluitador de la Resistència neerlandesa

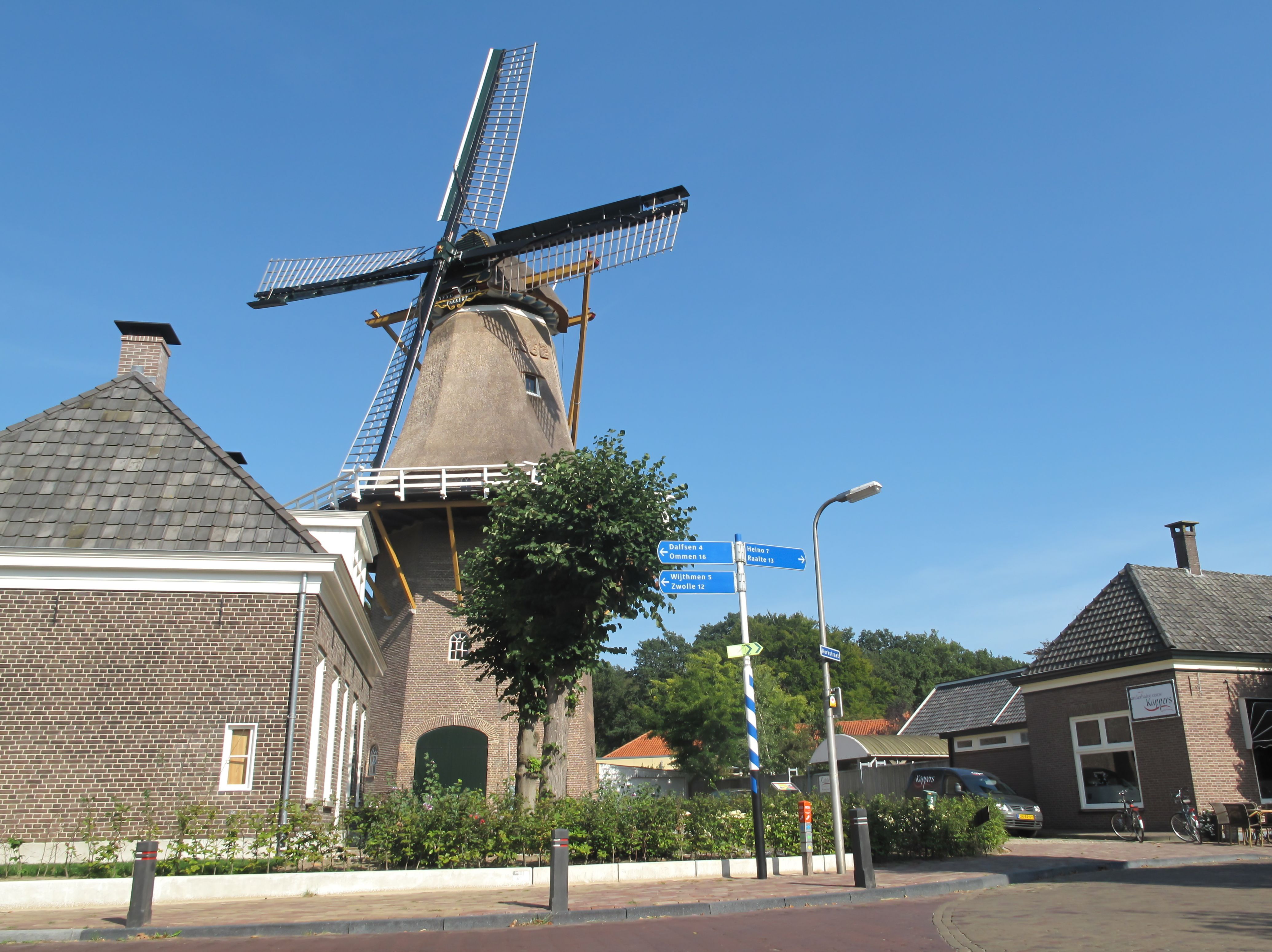
Hoonhorst, el molí Fakkert
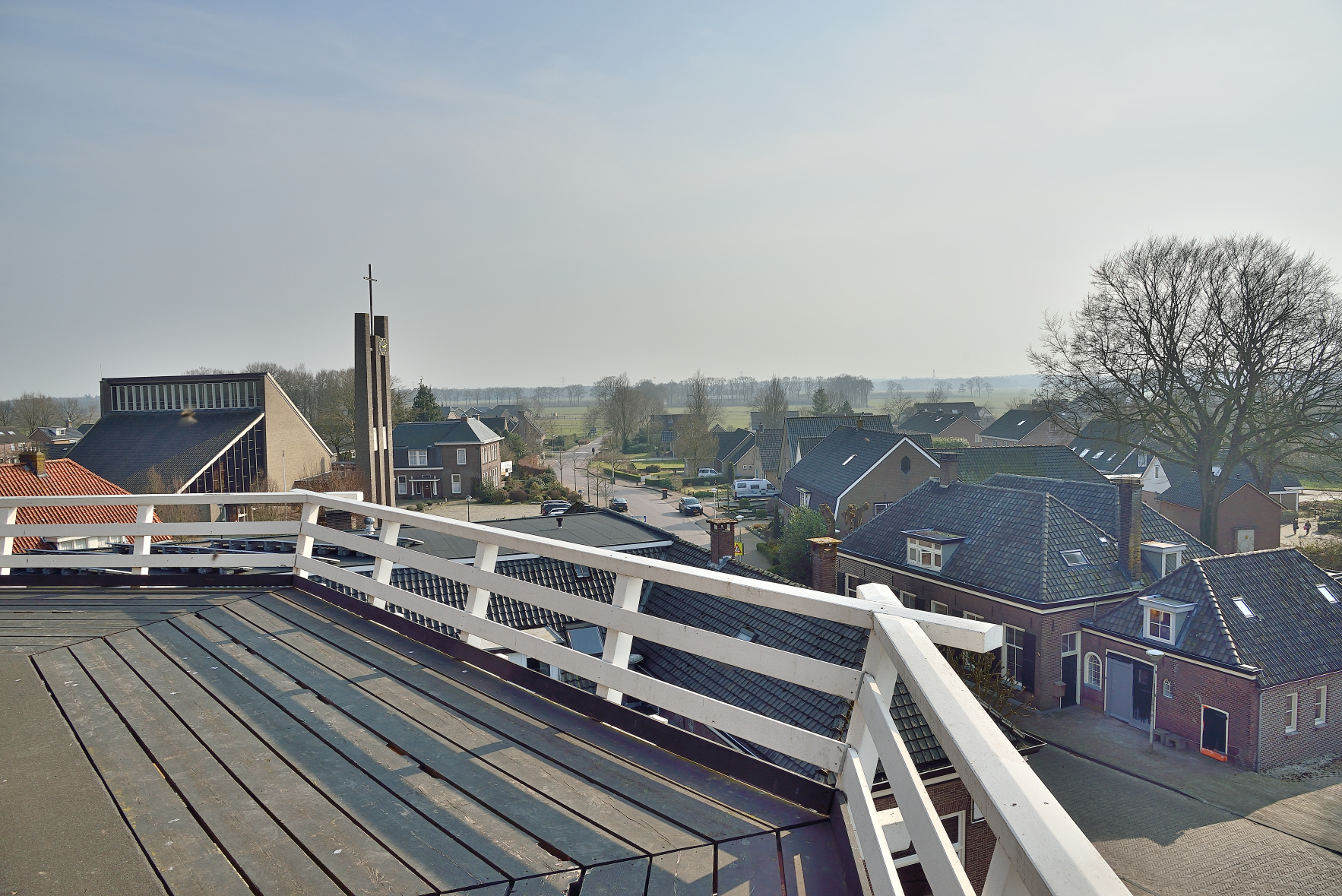
Hoonhorst vist des del molí
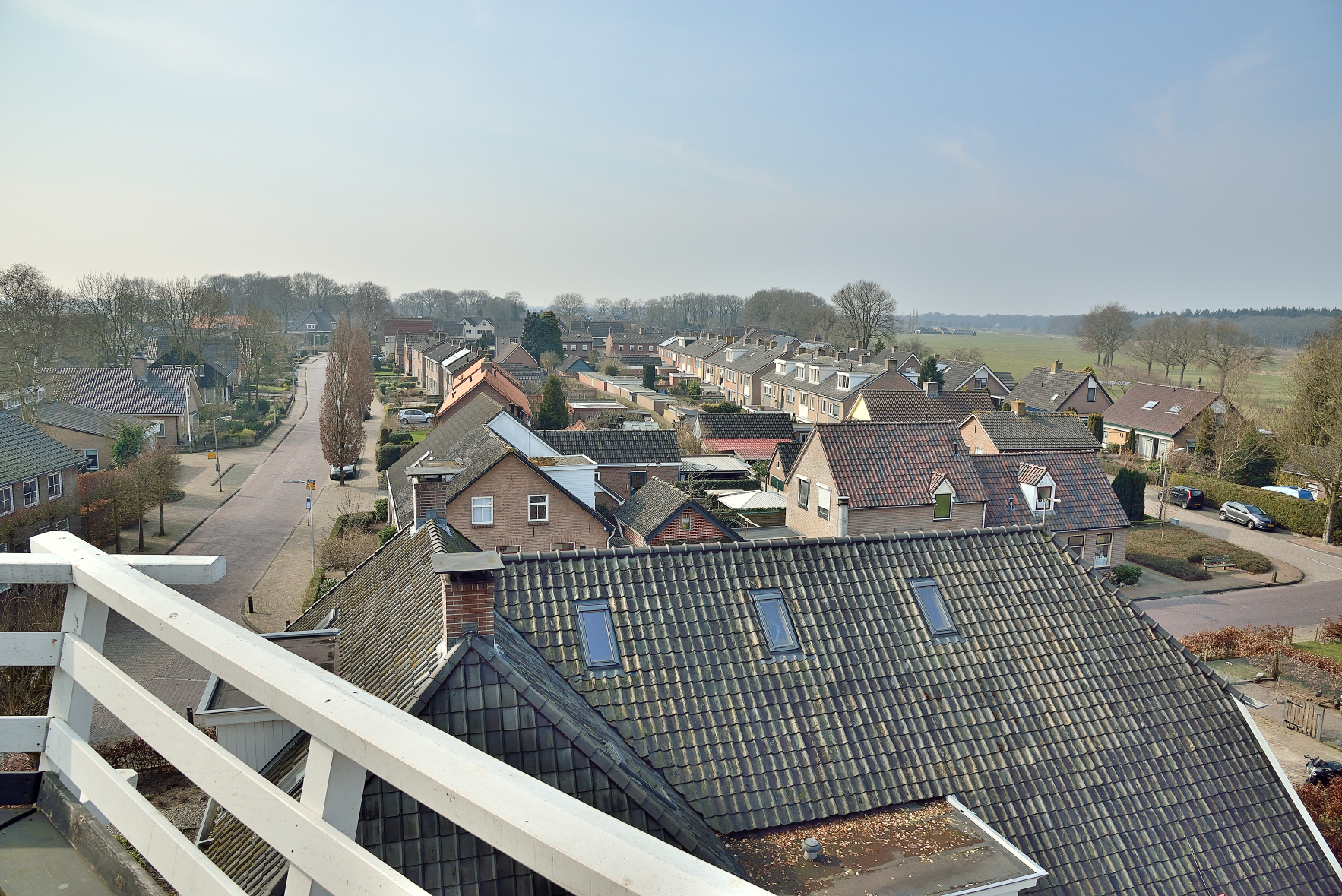
Hoonhorst vist des del molí